# Video Pieces
Video Pieces  es un video casero de la banda de heavy metal Iron Maiden, publicado en 1983 en los formatos VHS / Betamax / Laserdisc y en el formato predominante en Japón VHD. Este lanzamiento contiene cuatro videos promocionales de la banda, los sencillos de los álbumes The Number of the Beast y Piece of Mind. Se trata de los más primitivos videos de la Doncella, un tanto crudos y de baja calidad (por supuesto los vídeos, no la música), pero que recuerdan los orígenes de Iron Maiden.
Estos vídeos fueron posteriormente incluidos en la colección From There to Eternity y más recientemente en Visions of the Beast.

## Lista de canciones
1. "Run to the Hills"
2. "The Number of the Beast"
3. "Flight of Icarus"
4. "The Trooper"

## Miembros
- Bruce Dickinson - voz
- Dave Murray - guitarra
- Adrian Smith - guitarra
- Steve Harris - bajo
- Clive Burr - batería (en The Number of the Beast y Run to the Hills)
- Nicko McBrain - batería (en Flight of Icarus y The Trooper)